# Proteostrenia reticulata
Proteostrenia reticulata är en fjärilsart som beskrevs av Sterneck 1928. Proteostrenia reticulata ingår i släktet Proteostrenia och familjen mätare. Inga underarter finns listade i Catalogue of Life.